# Punteerapparaat

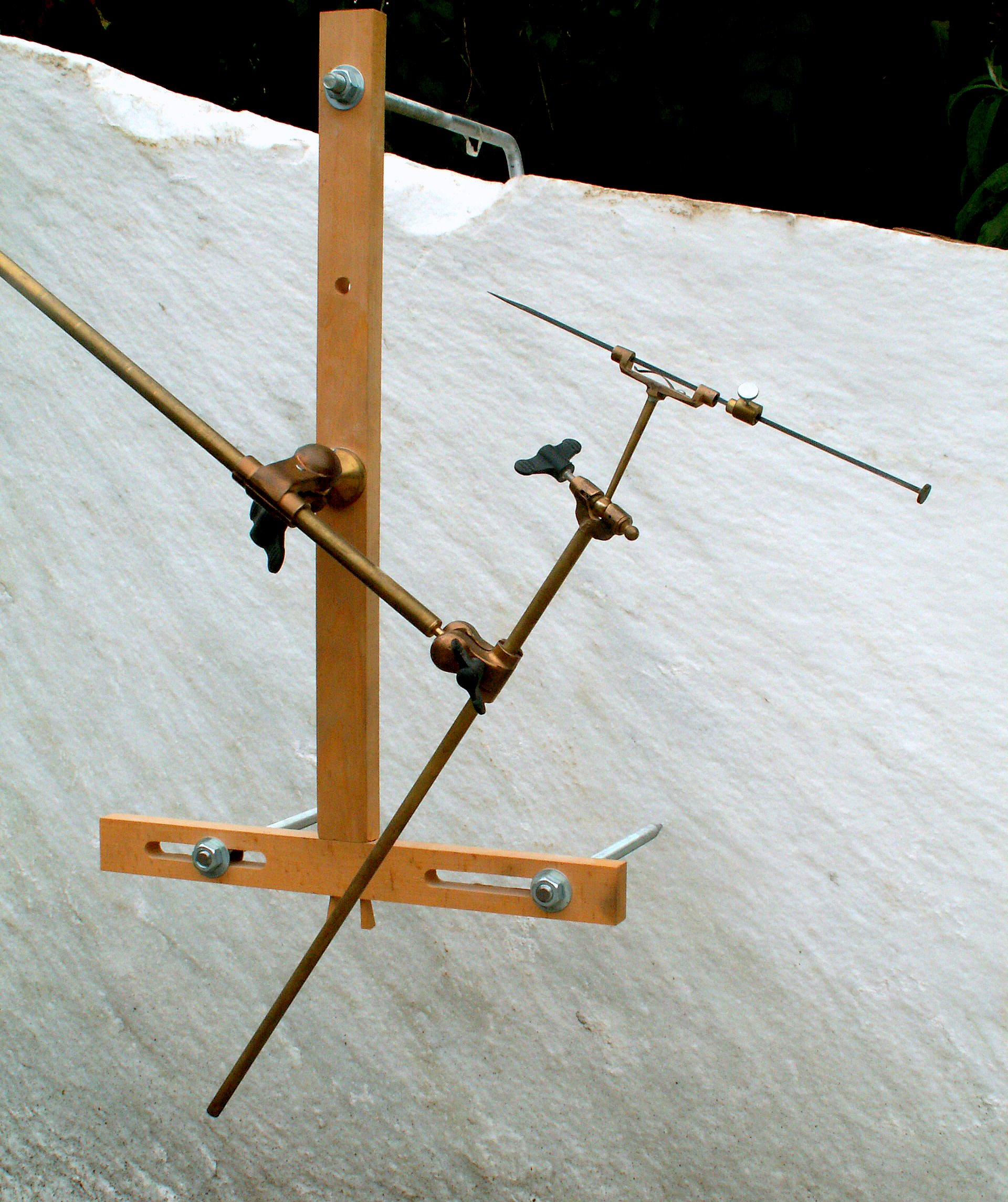
Punteerapparaat met kruishout

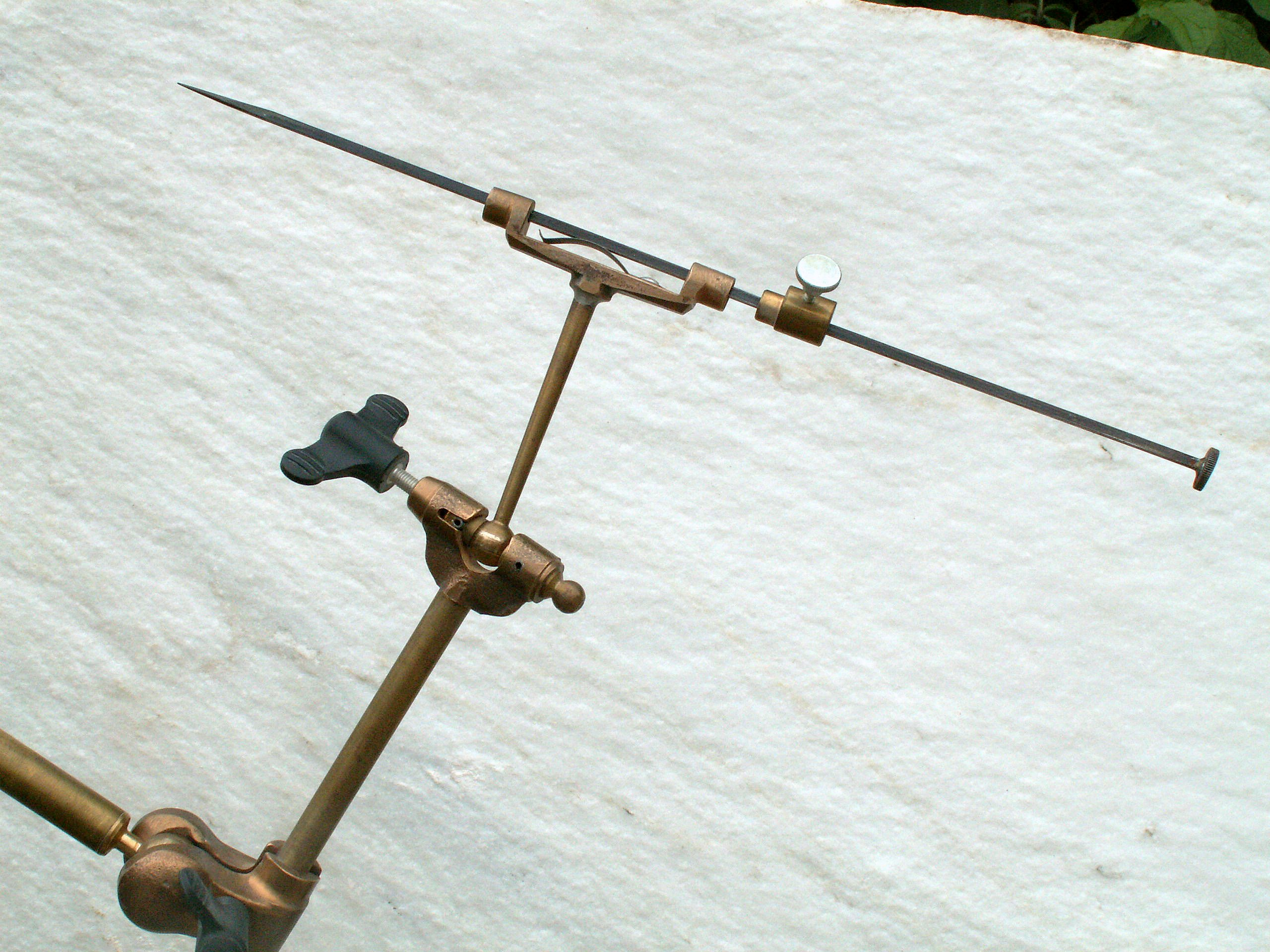
De naald en de aanslagmoer van het apparaat

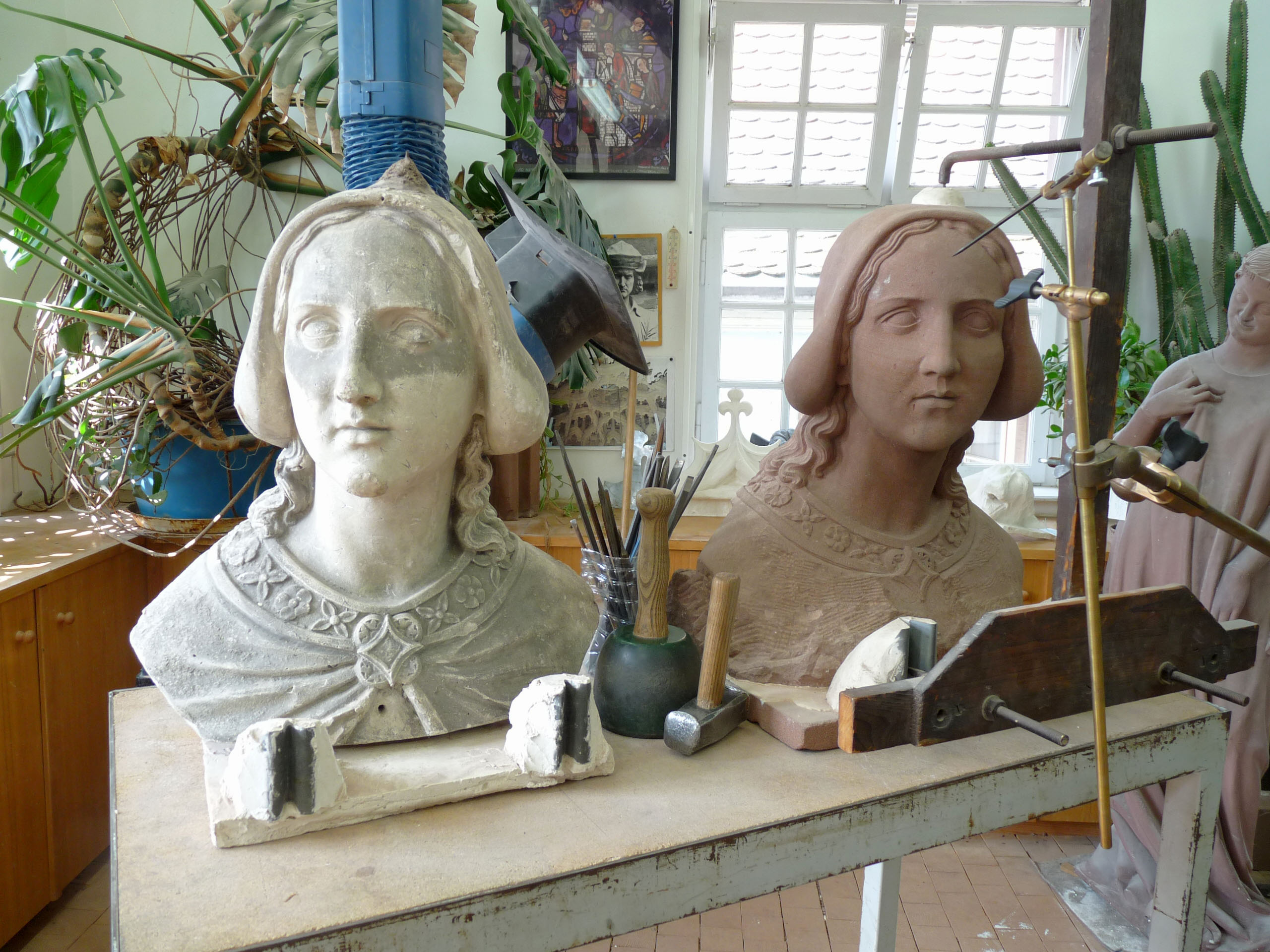
Het kopiëren van een gipsen kop in rode zandsteen. Atelier van de kathedraal van Straatsburg

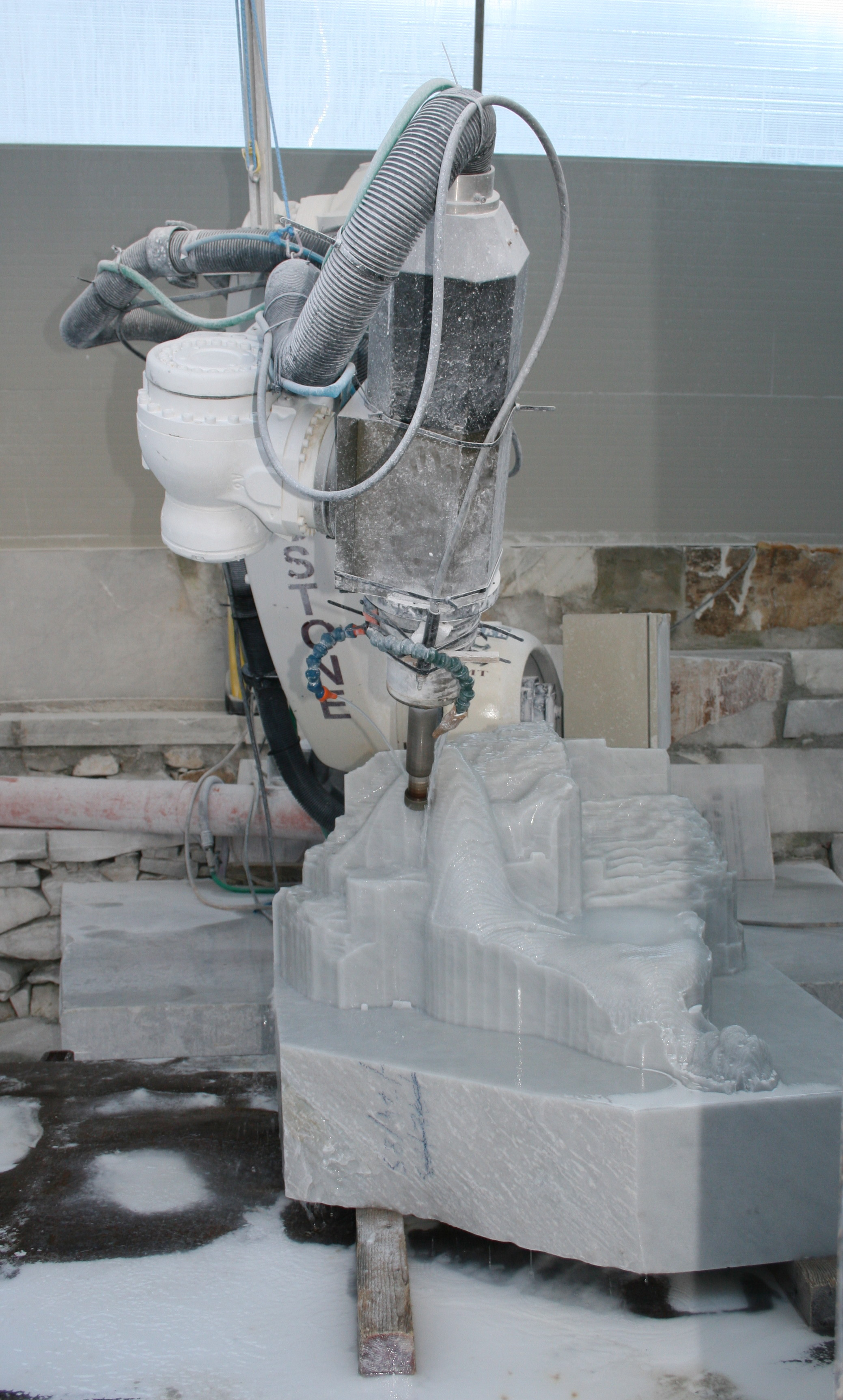
Een computergestuurde kopieer-freesmachine freest een beeld uit marmer

Een punteerapparaat is een metalen meetinstrument dat door beeldhouwers en houtsnijders gebruikt wordt om minutieus beeldhouwwerken te kopiëren in hout of steen. Het instrument omvat een aantal metalen stangen en gewrichten die in allerlei standen te plaatsen zijn en daarna vastgeklemd kunnen worden.
De uitvinding van het punteerapparaat wordt toegeschreven aan zowel de Franse beeldhouwer en medailleur Nicolas-Marie Gatteaux (1751–1832) als aan de Engelse beeldhouwer John Bacon (1740-1799). Het instrument is later vervolmaakt door Antonio Canova.

## Gebruik
Het punteerapparaat wordt gebruikt om bestaande beeldhouwwerken te kopiëren, en om modellen uit gips, klei of was in materialen als steen of hout uit te voeren, op dezelfde schaal als het origineel. Vergrotingen of verkleiningen zijn met een gewoon punteerappraat niet mogelijk. In eerste instantie werd daarvoor een driedimensionale versie van de pantograaf gebruikt, later werd een speciaal punteerapparaat ontwikkeld dat ook kan vergroten, verkleinen en spiegelen.
Beeldhouwers zijn er, om beter in de hand te houden hoe het eindresultaat er uit gaat zien en om problemen bij de uitvoering te voorkomen, toe overgegaan eerst een gedetailleerd model te gaan boetseren, om dit vervolgens op dezelfde schaal of vergroot in steen uit te voeren. Vooral in de 19e eeuw werd volgens een heel strak stramien gewerkt: er werd een model geboetseerd in was of klei, waarvan vervolgens een gipsafgietsel werd gemaakt, dat uiteindelijk met behulp van passers of een punteerapparaat minutieus in steen werd overgebracht. Voordelen zijn dat het eindresultaat zeer goed is te beheersen en dat de kans op onherstelbare fouten drastisch wordt verkleind. Het is ook bij een ingewikkeld beeldhouwwerk veel sneller, omdat het zoeken naar de juiste vorm tijdens het boetseren gebeurt en niet tijdens het hakken zelf, zodat veranderingen eenvoudig zijn aan te brengen. Veel van het werk of al het werk kan tenslotte bij deze methode door een derde worden uitgevoerd, de zogenaamde 'uitvoerend beeldhouwer'. Het nadeel van deze werkwijze is dat het een veel grotere zelfdiscipline van de maker vereist. Het kan ook beperkend werken op de expressie.
Geleidelijk werd steeds meer gebruikgemaakt van assistenten. Een beeldhouwer had soms een grote werkplaats met tientallen leerlingen tot zijn beschikking. Er ontstonden kunstacademies waar de vaardigheden van het beeldhouwen grondig werden onderwezen. Het gevolg van deze ontwikkeling was dat er een bepaald soort 'academiekunst' ontstond, waartegen verzet kwam, en beeldhouwers keerden uiteindelijk steeds meer terug naar directere expressievormen, door middel van onder andere de 'taille directe', impressionisme en expressionisme, soms ook sterk beïnvloed door beeldhouwkunst uit Afrika en Oceanië. Hierdoor werd het punteerapparaat steeds minder gebruikt, ook al omdat de kennis van de vaardigheden van steenbeeldhouwen en houtsnijden in de 20e eeuw snel verloren ging.

## Werkwijze
Voor het overzetten van meetpunten van een model naar een blok steen of hout gaat de beeldhouwer altijd uit van een aantal vaste basis-meetpunten op zowel model als blok. Door drie van deze punten aan te houden valt elk punt op het beeld zuiver te meten; immers de drie richtingen van meten zijn hiermee vastgelegd (hoogte, breedte en diepte).
Deze drie basispunten werden traditioneel al door beeldhouwers gebruikt om met passers een beeld te kopiëren, maar door de uitvinding van het punteerapparaat is dit aanzienlijk vereenvoudigd.
Op deze drie basispunten wordt een (meestal houten) T-stuk geklemd, het kruishout. Aan dit kruishout wordt het eigenlijke punteerapparaat bevestigd.
Door vervolgens de beweegbare armen zo te plaatsen dat de naald precies op het punt wijst dat overgenomen moet worden (bijvoorbeeld de punt van de neus bij een portretbuste) stelt de beeldhouwer het apparaat in.
Vervolgens neemt hij het hele kruishout met punteerapparaat en al mee naar het blok hout of steen en haakt het kruishout daar in de identieke basispunten.
De naald die het punt bepaalt, kan schuiven in een bus. Door nu voorzichtig te hakken of te boren, kan de beeldhouwer zijn meetpunt exact overnemen op het blok steen of hout. Als de naald tot de aanslagdiepte gekomen is, is het punt precies op hoogte, breedte en diepte overgezet in het blok. Door enkele tientallen of honderden punten zo over te zetten, kan een kopie voorgehakt worden. Het eindresultaat blijft wel afhankelijk van de kunde van de beeldhouwer omdat dit slechts de uitgangspunten zijn.
Het grote voordeel is dat er maar één keer gemeten hoeft te worden, en dat zonder enige schaalverdeling, zodat er ook geen meetfouten gemaakt kunnen worden door een getal verkeerd te onthouden.
Meestal maakt de beeldhouwer zijn eigen kruishout voor het punteren van het beeld; voor een klein beeld volstaat een kleiner kruishout dan voor een manshoog beeld.

## Toekomst
Tegenwoordig zijn er ook versies die met een laser werken. Deze hebben het voordeel dat de naald niet in de weg zit bij het hakken of boren, en dat de beeldhouwer door een geluidssignaal te horen krijgt of hij al op diepte is.
De laatste ontwikkelingen zijn computergestuurde freesbanken, die een model scannen en op elk gewenst formaat kunnen uitfrezen in vele materialen.